# Villedieu-le-Château
Villedieu-le-Château – miejscowość i gmina we Francji, w Regionie Centralnym, w departamencie Loir-et-Cher.
Według danych na rok 1990 gminę zamieszkiwały 462 osoby, a gęstość zaludnienia wynosiła 16 osób/km² (wśród 1842 gmin Regionu Centralnego Villedieu-le-Château plasuje się na 707. miejscu pod względem liczby ludności, natomiast pod względem powierzchni na miejscu 366.).